# Clontarf Football Club
Maillots
Dernière mise à jour : 17 janvier 2024.
Le Clontarf Football Club est un club irlandais de rugby à XV basé dans la ville de Dublin, en Irlande qui évolue dans le championnat irlandais de première division. Le club est affilié à la fédération du Leinster et ses joueurs peuvent être sélectionnés pour l’équipe représentative de la région, Leinster Rugby.

## Histoire
Le taureau qui orne son blason renvoie au nom gaélique du quartier de Dublin où joue le club, Cluan Tairbh, qui signifie « Champ du taureau ». Les couleurs rouge et bleu sont également associées au quartier. Le titre officiel est Clontarf Football Club et non Rugby Club car le club est fondé avant la fondation de la fédération irlandaise de rugby. Le club est admis parmi les clubs majeurs en 1902. Entre 1999 et 2001, le club est entraîné par Alex Wyllie, qui mène les All Blacks à la victoire en Coupe du monde en 1987.
Le Clontarf FC remporte son premier titre national de première division (All-Ireland League) en 2014. Il gagne un second titre national en 2016.

## Palmarès
- Vainqueur du Championnat d'Irlande en 2014 et 2016
- Finaliste du Championnat d'Irlande en 2006, 2013, 2017
- Vainqueur du Championnat d'Irlande deuxième division en 1997
- Vainqueur du Championnat d'Irlande de troisième division en 1996
- Vainqueur de la Leinster Senior League en 1992
- Finaliste de la Leinster Senior League en 1991
- Vainqueur de la Leinster Club Senior Cup en 1936, 1999, 2002 et 2006
- Vainqueur de la Leinster Club Senior Cup en 1904, 1937, 1939, 1940, 1957, 1965, 2001 et 2007
- Vainqueur de la Leinster Junior Challenge Cup en 1900

## Joueurs célèbres
Une dizaine de joueurs de Clontarf ont porté les couleurs de l'équipe d’Irlande, jusqu'aux années 1960. Le joueur le plus célèbre de ces dernières années est l'international sud-africain Gary Teichmann.
- Joey Carbery
- Tadhg Furlong
- Cian Healy
- Martin Leslie
- Gary Teichmann